# Walküre hadművelet

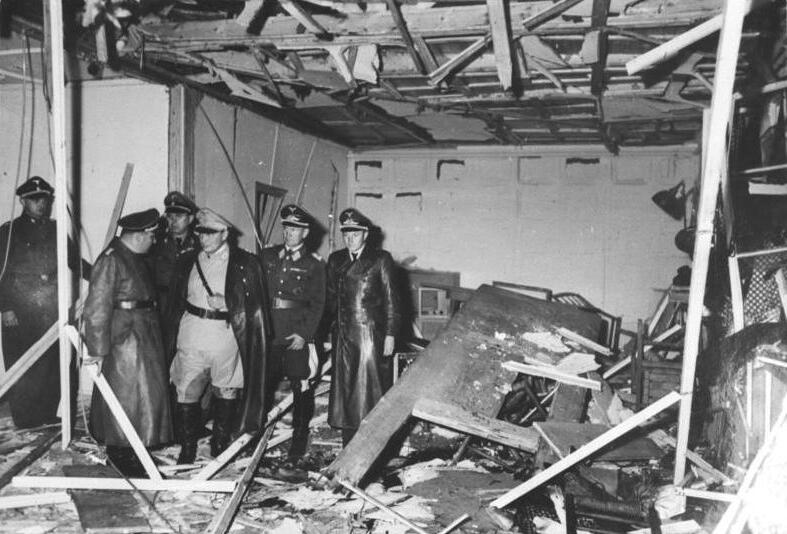
A Wolfsschanze tárgyalóbarakkja a robbantás után, 1944. július 20.

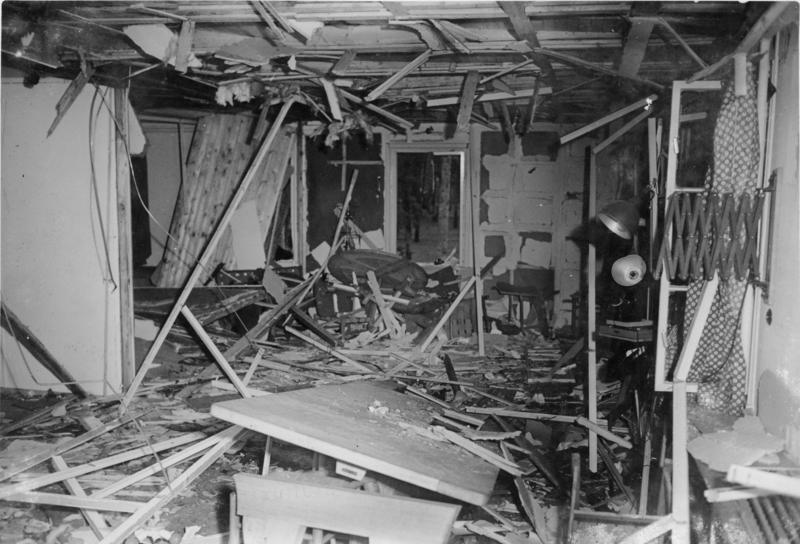
A Wolfsschanze tárgyalóbarakkja és a szilánkokra tépett tölgyfából készült asztal

A Walküre hadművelet (Unternehmen Walküre, magyarul helyenként Valkűr-hadművelet vagy Valkür hadművelet) az Adolf Hitler ellen 1944. július 20-án elkövetett sikertelen merényletet megelőző széles körű összeesküvés szervezése és a merényletet követő eseménysorozat volt a második világháború során. A Wehrmacht magas rangú katonatisztjei és a velük együtt szervezkedő német politikusok a saját céljaik szerint átalakították és felhasználták a Hitler számára kidolgozott Walküre fedőnevű katonai tervet. Hitler katonai akciótervének célja hatalmának biztosítása volt egy felkelés esetére, míg a német ellenállási mozgalom összeesküvői a nemzetiszocialista kormányzatot kívánták leváltani és békét akartak kötni a szövetségesekkel.
Hitler 1943-ban adott utasítást a Walküre terv kidolgozására. A terv elnevezését a skandináv mitológia valkűrjei ihlethették, akik a háború hálóját szövik (Hitler kedvenc zeneszerzője Wagner volt, akiben a germán mitológia újjáteremtőjét látta). A terv kidolgozását az indokolta, hogy a szövetségesek fokozódó bombázásai, a nagy tömegben foglalkoztatott kényszermunkások és a háborútól megviselt német társadalom növekvő elégedetlensége, akár egy belső lázadást is eredményezhet. A feltételezés miatt szükségessé vált egy belső zendülésre felkészülni, hogy kész terv alapján, felkészülten tudjanak cselekedni a náci rendszer védelmében. A nácik tervének minden részletre vonatkozóan kész koncepcióval kellett rendelkeznie. Hitler az akcióterv kidolgozásával Claus Schenk von Stauffenberg ezredest, a németországi tartalék haderő vezérkari főnökét és Henning von Tresckow tábornokot, a Wehrmacht 2. hadseregének vezérkari főnökét bízta meg. Tresckow már 1943-ban kész volt a tervvel, hónapokkal azelőtt, mielőtt találkozott a tartalékosokhoz beosztott Stauffenberggel.
A német katonai vezetés eddigre már felismerte, hogy a háború kimenetele nem kétséges. Hitler utasításai a vezérkar ellenzése dacára végrehajtásra kerültek és ezeknek meg is lettek az előre látható következményei. Többen szervezkedésbe kezdtek, abban a reményben, ha Hitlert el tudják távolítani, különbékét köthetnek a nyugati szövetséges erőkkel. A német katonai ellenállás vezetője Henning von Tresckow tábornok volt, aki von Kluge tábornagynak, a Közép Hadseregcsoport parancsnokának volt a vezérkari főnöke, de a szervezkedésről nagyon sokan tudtak.
Az ellenállás terveinek sikeres végrehajtásához Hitler halálára, a német haderő 10 százalékát kitevő SS azonnali lefegyverzésére és Himmler SS-főparancsnok eltávolítására volt szükség. Több sikertelen kísérlet után Stauffenberg ezredes csempészett bombát a "Farkasodúban" (Wolfsschanze) az egyik helyzetmegbeszélő barakkba. Ám a robbanásban Hitler csak könnyebben sebesült meg és ez végzetesen hatott az ezt követő államcsíny sikerére. Bár az elején sokakat sikerült megtéveszteni, az SS tervezett akciójának beállítva a történteket. A nap végére így összeomlott a szervezkedés. A főszervezők egy részét még aznap este elfogták és kivégezték, a többeket pedig az ezt követő hónapokban ítélték halálra. A bombamerényletben három tiszt, Günther Korten, Rudolf Schmundt, Heinz Brandt és egy gyorsíró, Heinz Berger vesztette életét. Winston Churchill angol miniszterelnök 1946-ban megemlékezett az akcióról, a résztvevõket a „legnemesebbek és legnagyobbak" közé sorolva a nemzetek történelmében.

## Előzmények

### A terv kidolgozása

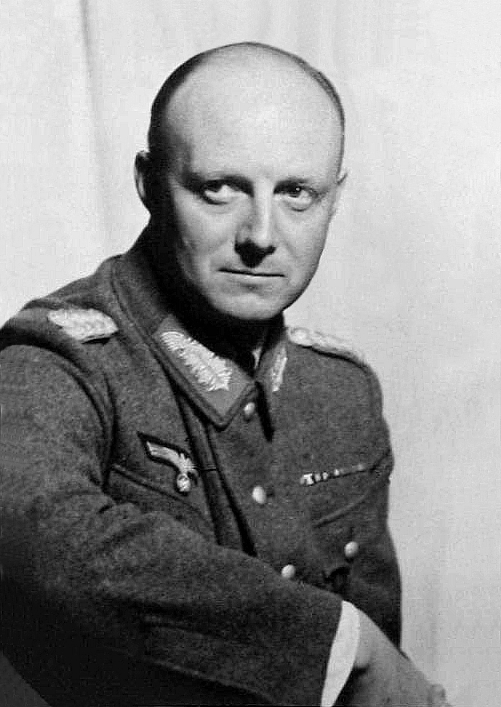
Henning von Tresckow vezérőrnagy a bombaszakértő, bizalmasával Fabian von Schlabendorff főhadnaggyal 1943 tavaszán konyakosüvegnek álcázott bombát csempészett Hitler repülőjére, de a detonátor csütörtököt mondott

A hivatalos Walküre terv felelőseként Stauffenberg vissza nem térő lehetőséget kapott, hogy a Walküre hadművelet tervét a Hitler elleni összeesküvés érdekeinek megfelelően dolgozza át. A Führer meggyilkolásának tervezésében részt vett Stauffenberg jogász bátyja Gróf Berthold Schenk von Stauffenberg, Werner von Haeften főhadnagy Claus Stauffenberg segédtisztje, Olbricht gyalogsági tábornok, Henning von Tresckow vezérőrnagy, aki a bomba technikai részleteiért is felelt, és Tresckow felesége is. Stauffenberg és a politikai-adminisztratív szövetségesei köré csoportosuló katonai ellenállás feladatait pontosan lefektették, kinek mi a teendője, a végrehajtás időbeli sorrendjét, azoknak a személyeknek a körét, akiket ki kell iktatni, a rádió megszállását és egyéb létfontosságú intézkedéseket, ha a puccsra sor kerül. A csoport polgári tagjainak legfőbb vezetői Carl Goerdeler Lipcse egykori főpolgármestere és Johannes Popitz korábbi tárca nélküli miniszter voltak.

### Stauffenberg korábbi kísérletei Hitler likvidálására

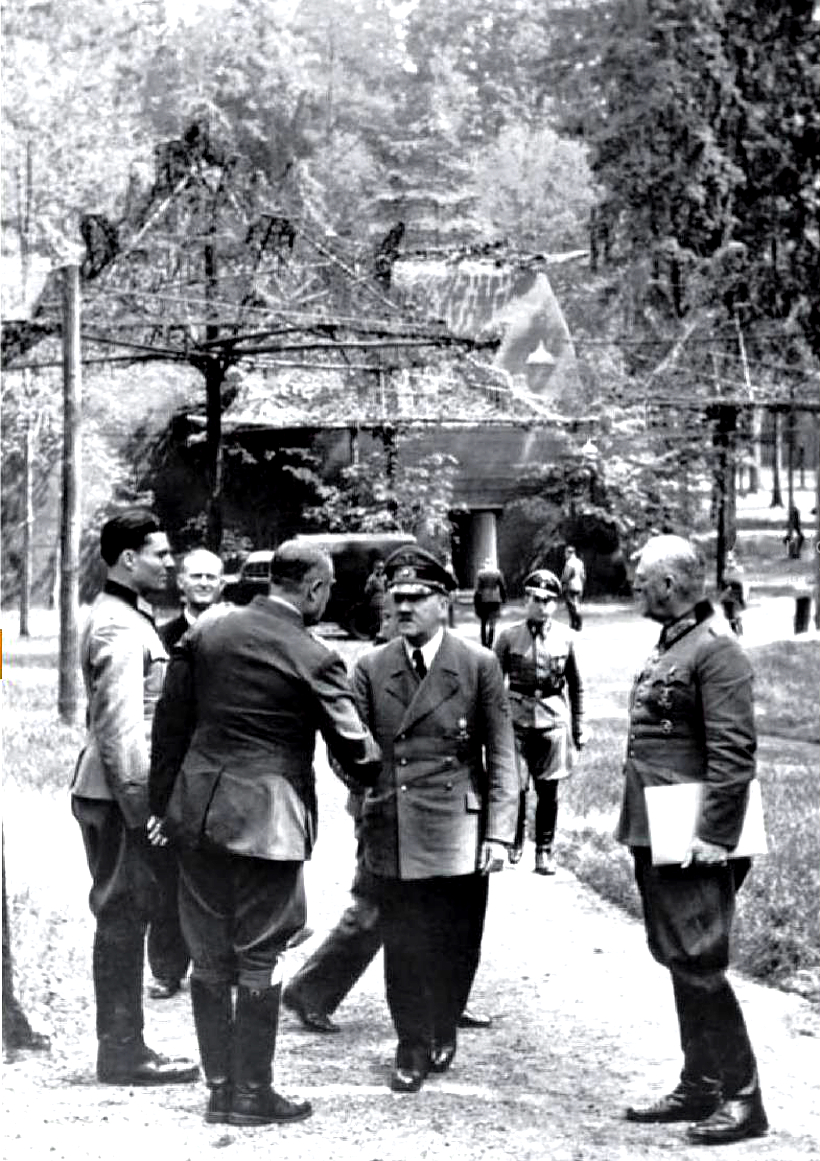
Július 15-én a Wolfsschanzéban készült kép (balról jobbra): Claus Schenk von Stauffenberg, Karl-Jesko von Puttkamer, ismeretlen, Adolf Hitler és Wilhelm Keitel

Stauffenberg a Hitler elleni merénylettel korábban már az Obersalzbergen is próbálkozott. Nem tudni, hogy a július 6-i találkozón szánta-e el magát, de július 11-én már bizonyosan készen állt a merényletre. Mégsem került sor cselekvésre, mert a megbeszélésen Göring és Himmler nem vett részt. Márpedig nekik – a megbeszéltek szerint – együtt kellett volna meghalniuk a Führerrel. A következő értekezleten, amelyet a kelet-poroszországi Rastenburg (ma a lengyelországi Kętrzyn) melletti Wolfsschanze főhadiszálláson tartottak (itt készült Hitler és Stauffenberg egyetlen közös képe) július 15-én, szintén nem voltak jelen. Ennek ellenére Stauffenberg – egy telefonmegbeszélés után – megkísérelte volna a merényletet, de mire visszatért az értekezlet helyszínére, Hitler már nem volt ott. Olbricht tábornok azonban már szétküldte az előzetes értesítéseket a Walküre terv beindításáról, ennek következményeként riadóztatták a katonai iskolákat. Az okafogyott riadóztatás miatt később magyarázkodniuk kellett Frommnak, akivel azt próbálták elhitetni, hogy az egész akció csupán próbariadó volt. Az eset komoly hatást gyakorolt a következő merényletkísérlet utáni fellépésre, ahol Olbricht tétovázott, és nem mert lépni addig, amíg nem bizonyosodnak meg Hitler haláláról.
Másnap Tresckow tábornok arról a hírről tájékoztatta az összeesküvőket, hogy szovjet támadás várható a Visztula folyó felől és ha a szovjetek átkelnek folyón, akkor tíz napon belül elérhetik Berlint. Ez a tény, valamint az, hogy Beck és Goerdeler tudomást szerzett arról, hogy letartóztatási parancsot adtak át ellenük Himmlernek, aki – úgymond tüntetőleg – az íróasztalán hagyta e parancsokat, amivel mintha azt üzente volna a célszemélyeknek, hogy siessenek, mert fogytán a türelme.

## 1944. július 20.
A következő értekezletet szintén a kelet-poroszországi Wolfsschanzéban tartották, ide Stauffenberg is hivatalos volt. Amikor megjelenési kötelezettségéről értesítést kapott, nyomban elhatározta, hogy ez lesz a megfelelő alkalom.

### Wolfsschanze

A főhadiszállás térképe. A 6-os számmal jelölt helyen (Lagebaracke) robbant Stauffenberg bombája

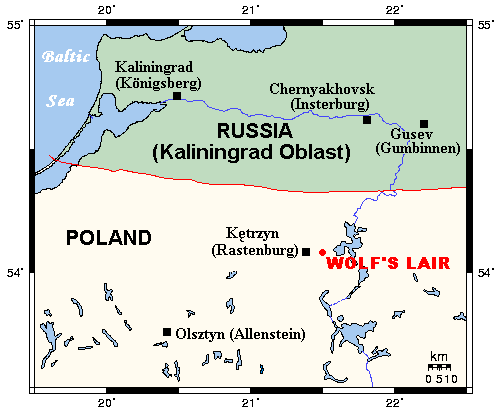
A főhadiszállás kelet-poroszországban, a mai Lengyelországban lévő Gierłoż melletti erdőben volt

A Berlintől 555 kilométerre keletre megépült főhadiszállás egy sűrű erdővel benőtt területen volt. A három zónára osztott területhez mindössze egy betonút vezetett a 6 kilométerre lévő Rastenburgból, amelynek mindkét oldalán tavak voltak és állandó SS ellenőrzés alatt állt. A tavak mögött kezdődött a létesítmény, amit árammal telített szögesdróttal, műszaki akadályokkal és 50 méteres sávban telepített aknamezővel védtek. Három zónára osztották fel, amik közül az elsőben volt a repülőtér, valamint az őrségi barakkok, a másodikban a vezérkar tagjainak barakkjait, kaszinót, mozit és kantint alakítottak ki, a harmadik terület (amely még a másik kettőtől is el volt választva aláaknázott sávval és állandóan áram alatt álló kétszeres villanydrót-hálóval) központjában épült meg a több szintes, föld alá rejtett, vasbetonból és acélból készült bunker. Ezen épületben volt Hitler fedezéke és a konferenciaterem. Továbbá ezen a területen létesítettek még körülbelül 50 hasonló, de kisebb bunkert, amelyekben a hivatalok, vezérkari irodák, a telefonközpont, a rádióállomás, üzletek és kórháztermek funkcionáltak. Itt fogadták a különböző vendégeket is.
De nem csak vasbetonból építkeztek ide. A masszívabb épületek mellett itt-ott néhány fabarakkot is felhúztak, amelyeket zöldre festettek, tetejüket pedig fák és bokrok ágaival fedték be álcázás céljából.

### A merényletkísérlet
Stauffenberg július 20-án reggel hatkor indult el otthonról a rangsdorfi repülőtérre, ahova háromnegyed óra múlva érkezett meg. Itt találkozott Helmuth Stieff vezérőrnaggyal és saját szárnysegédjével, Haeftennel. Egy Ju 52 repülőgép várt rájuk, ami a reggeli köd miatt csak 8 órakor tudott felszállni és negyed 11-kor szállt le a rastenburgi repülőtéren, ahonnan 6 kilométerre volt a főhadiszállás. Fél 11-kor érte el Stauffenberg a II. biztonsági övezetet, ahol Möllendorf lovassági százados fogadta és együtt reggeliztek meg a tisztekkel. Az étkezés után az I. biztonsági övezetbe ment és fél 12 körül jelentkezett Keitelnél, aki közölte vele, hogy Mussolini látogatása miatt a megbeszélést fél órával korábbra hozták. Ez jelentősen lecsökkentette az ezredes számára rendelkezésre álló időt. Váratlan változás volt még, hogy nem a bunkerben, hanem – a nagy hőségre való tekintettel – Albert Speer fából készült házában, egy helyzetmegbeszélésekre használt barakképületben tartják a megbeszélést.

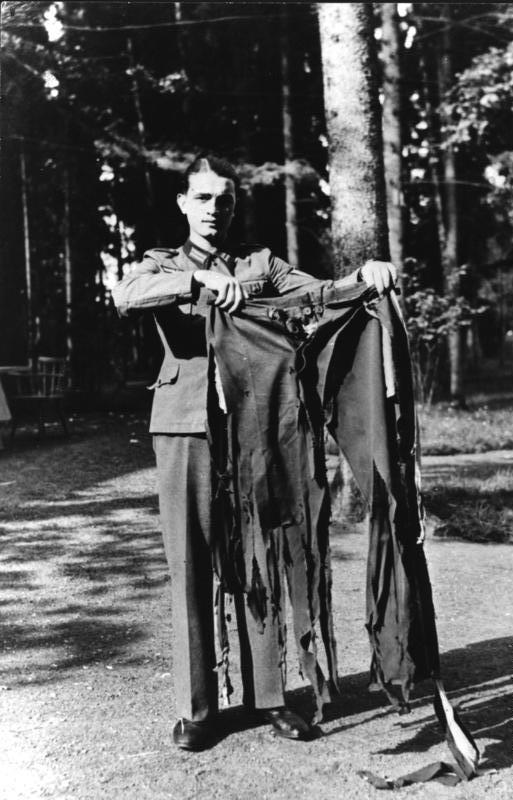
Hitler merénylet idején viselt, cafatokra szaggatott nadrágját egy katona mutatja a kamerának

A legtöbb forrás szerint ez jelentősen csökkentette a bombák hatóerejét, mivel így a légnyomás eloszlott. Christian von Krockow szerint azonban a korábbi megbeszéléseket is itt tartották, ezért nevezték a helyet hadműveleti barakknak, amit Stauffenberg is tudott már korábbról. A barakk nem fából készült, mint sok helyen állítják, hanem téglafal és betontető alkotta.

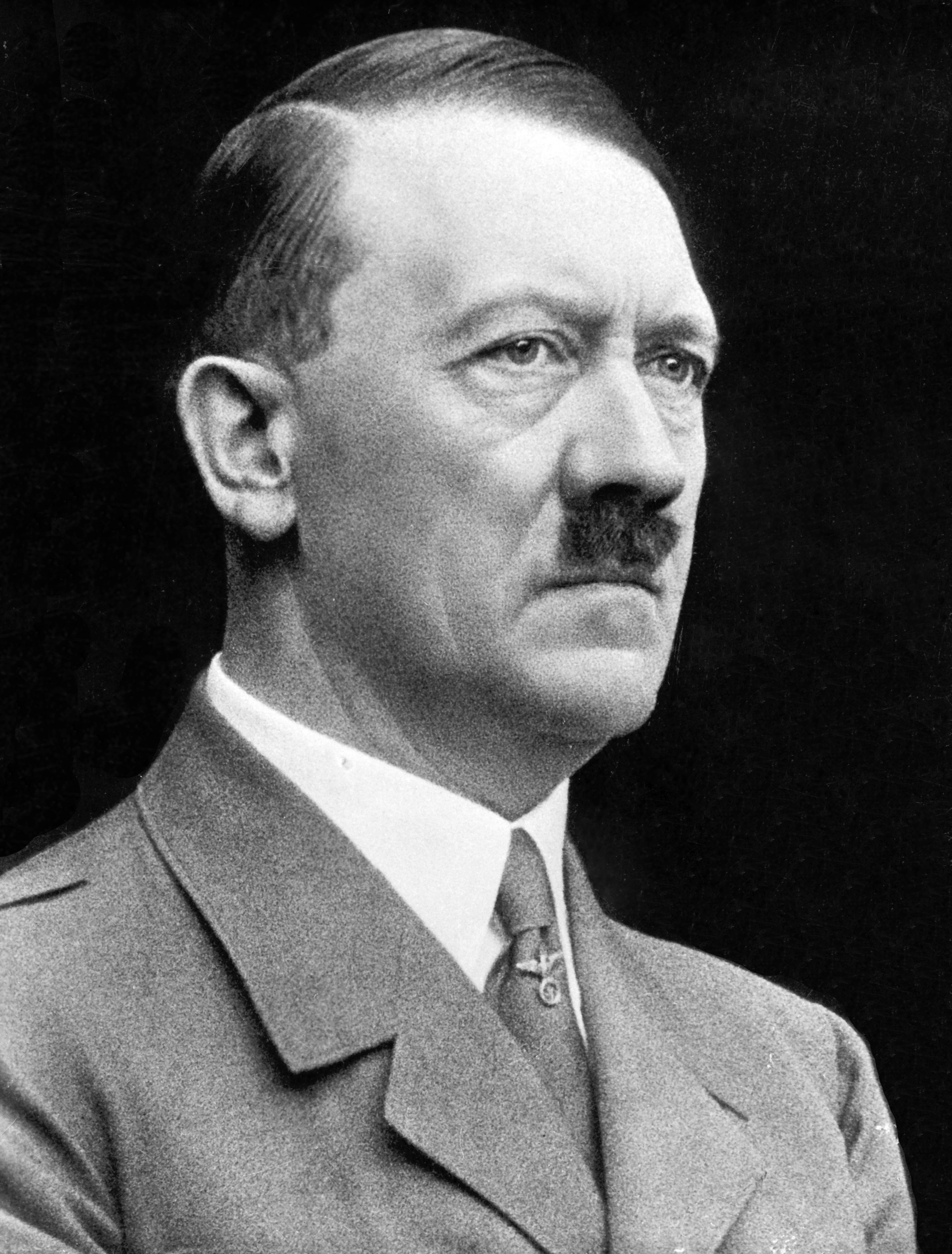
Adolf Hitler, aki túlélte a merényletet

12 óra 20 perckor Stauffenberg megkérte Keitel szárnysegédjét, Ernst John von Freyend őrnagyot, hogy biztosítson számára egy helyet, ahol felfrissülhet és gyorsan inget cserélhet. Az őrnagy saját szobáját ajánlotta fel e célra, amit két perc múlva az ezredes és Haeften főhadnagy birtokba is vett. Stauffenberg ekkor hozzálátott a gyújtószerkezet élesítéséhez, ám mivel csak három ujja volt, ez némi nehézséget okozott. 12:27-kor azonban rájuk nyitott Vogel főtörzsőrmester, akit Erich Fellgiebel tábornok, egy másik összeesküvő küldött, hogy megsürgesse őket. Érkezésekor az ajtó nekiütődött Stauffenberg hátának. Eddig csak egy robbanóanyagot sikerült élesíteni, a másikat Haeften sietve elrejtette. Komoly hiba volt ez, hiszen így csak 1 kilogramm robbanóanyag került beélesítésre a 2 helyett. Azonban még mindig fennállt volna a lehetősége, hogy az élesítetlen bombát betegyék az élesített mellé, ugyanazt a hatást elérve, erre azonban ismeretlen okból nem került sor.

A mintegy ötször tizenkét méteres helyiségben a bombarobbanás pillanatában a térképasztal körül elhelyezkedők, a halottak, a könnyebben illetve súlyosan sebesültek pozíciói

Fél egykor percre pontosan kezdetét vette a megbeszélés, amin 24-en vettek részt. Először Adolf Heusinger altábornagy ismertette a keleti front helyzetét. A szoba közepén egy nagy, vastag lapú, két masszív tölgyfatalapzatra támaszkodó faasztal állt, amin térképek voltak. Stauffenberg két perc késéssel érkezett meg a tanácskozásra. Hitler csak rápillantott, majd újra a térképeket kezdte nézni. Stauffenberg az asztal alá csúsztatta a bombát rejtő táskát és Hitler közelében az asztal lábához támasztotta. Pár perccel később, Heinz Brandt ezredes – miután véletlenül kétszer is belerúgott – türelmetlenül lehajolt a táskáért, és Hitler közeléből eltávolítva a bombát, a vaskos tölgyfa asztal lábának a másik oldalára tolta. Így a talapzat Hitler és az irattáskába rejtett bomba közé került. Staufenberg sürgős telefonhívásra hivatkozva alig két perc múlva kiment a tisztekkel zsúfolt teremből. 12 óra 42 perckor robbant fel a bomba: négyen meghaltak, további kilencen megsebesültek. A teremben lévők közül ketten súlyos sérüléseket szenvedtek, a többiek könnyű sérülésekkel vagy sértetlenül megmenekültek. Keitelt a földhöz szegezte a robbanás ereje, de nem sebesült meg. Hitlernek mindkét dobhártyája beszakadt, lábából közel száz faszilánkot kellett eltávolítani, jobb keze kificamodott, tarkóján megpörkölődött a bőr, a nadrágja szétszakadt, de maradandó károsodást nem szenvedett. A bomba három katonatiszt áldozata Günther Korten, Rudolf Schmundt, Heinz Brandt volt, rajtuk kívül egy ott tartózkodó gyorsíró, Heinz Berger életét is kioltotta.

### Puccskísérlet

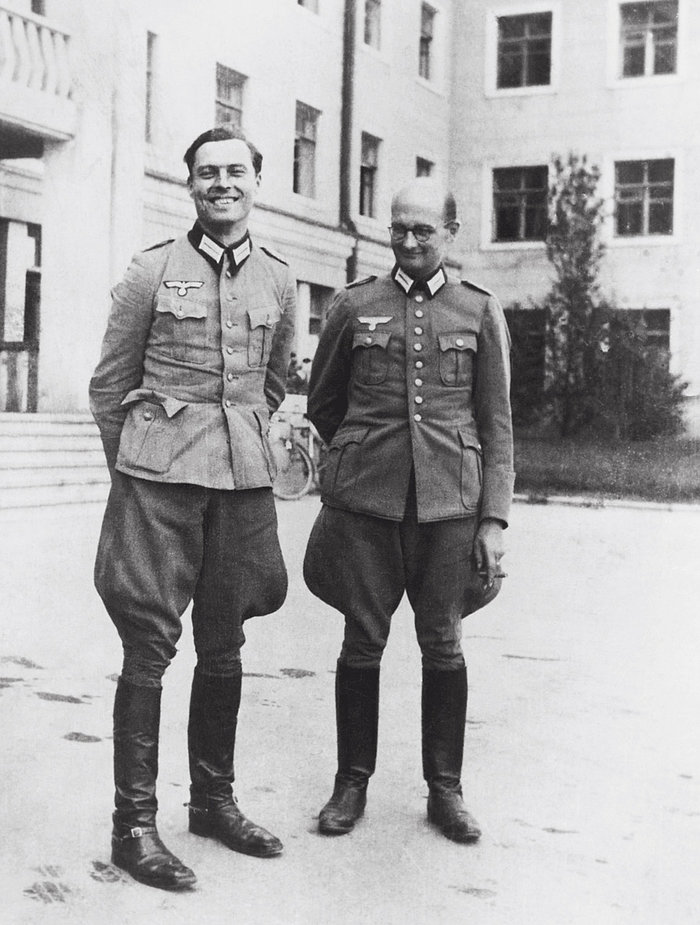
Stauffenberg és Albrecht Mertz von Quirnheim ezredes

Stauffenberg és Haeften 200 méterről látták a robbanást, majd anélkül, hogy megbizonyosodtak volna az eredményről, egy odarendelt autóval elsiettek. A külső őrhelyen azonban nem akarták kiengedni őket, amit Stauffenberg végül Möllendorf századosnál eszközölt ki telefonon. Egy órakor érkeztek meg a repülőtérre, ahonnan negyed óra múlva visszaindultak Berlinbe. Fellgiebel eközben felhívta Hahn ezredest, hogy közölje, a merénylet nem járt sikerrel, majd később felkereste Hitlert és gratulált neki a megmeneküléshez. Ő tovább is adta a hírt Wagner tábornoknak, de senki sem értesítette a többi összeesküvőt, akik a korábbi eset miatt haboztak elrendelni a Walküre hadművelet megindítását.
Stauffenberg délután háromkor érkezett meg a repülőgéppel Rangsdorfba, ahol senki sem fogadta. Öt perc múlva a repülőtéri parancsnokságról telefonált Olbrichtnak, jelentve a merénylet sikerét ("Meine Herren, Hitler ist tot."), aki csak ekkor adta ki az előkészített parancsokat, amikben ez állt:

„A Führer halott. Lelkiismeretlen, a fronttól irtózó pártvezetők kis csoportja államcsínyt kísérelt meg. Elrendelték a katonai szükségállapotot és a végrehajtó hatalmat a katonai körzetek parancsnokainak a kezébe tették le.”

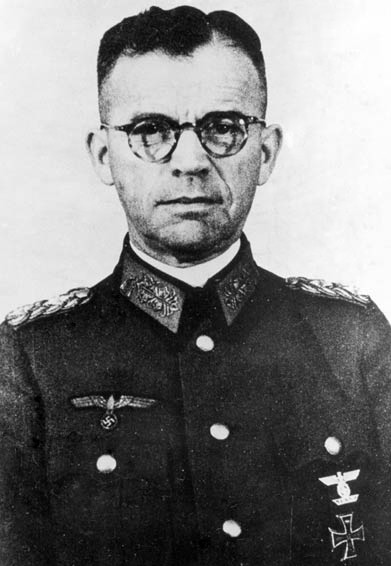
Erich Fellgiebel tábornok gratulált Hitlernek a megmeneküléséhez, aki később az összeesküvésben való részvétele miatt felakasztatta

Az összeesküvők katonai felső vezetése a már visszavonult Ludwig von Beck vezérezredes, Erwin von Witzleben tábornagy, Friedrich Olbricht gyalogsági tábornok, Hans Oster vezérőrnagy (Abwehr vezető) és Henning von Tresckow vezérőrnagy kezében összpontosult. A végrehajtó hatalmat Erwin von Witzleben tábornagy kezébe helyezték, akit a Wehrmacht új főparancsnokává neveztek ki. A parancsokat húsz körzeti parancsnokhoz juttatták el Witzleben és Stauffenberg aláírásával. Ezt különböző parancsok követték, amiket azonban a szigorúan titkos besorolás miatt előbb meg kellett fejteni és így annyira összetorlódtak, hogy továbbításuk egy idő után már lehetetlen volt.
Olbricht és Stauffenberg 4 órakor Frommhoz mentek, aki azonban közben már értesült Keiteltől a merénylet sikertelenségéről, így megnyerni sem tudták már az ügynek. Fromm dühösen értesült a Walküre hadművelet megindításáról és le akarta tartóztatni a három tisztet (akikhez időközben csatlakozott Albrecht Mertz von Quirnheim ezredes is), de ehelyett őt tartóztatták le. Frommot lefogták, majd a szomszédos szobában megkötözték. Fél öt előtt öt perccel érkezett meg a parancs a berlini Grossdeutschland őrzászlóalj parancsnokához, Otto Ernst Remer őrnagyhoz, hogy zárja le a kormányzati negyedet, aki hozzá is látott ehhez. Stauffenberg a nap hátralévő részében telefonált és igyekezett minél több embert meggyőzni Hitler haláláról.
A hatalomátvételi kísérletben résztvevők sok hibát követtek el. Például nem gondoskodtak megfelelően a bendlerstrassei főhadiszállásuk biztonságáról és a hírközlő állomásokat sem vonták ellenőrzésük alá. A későn kiküldött parancsok miatt sokan elodázták azok teljesítését, várva az események alakulását.

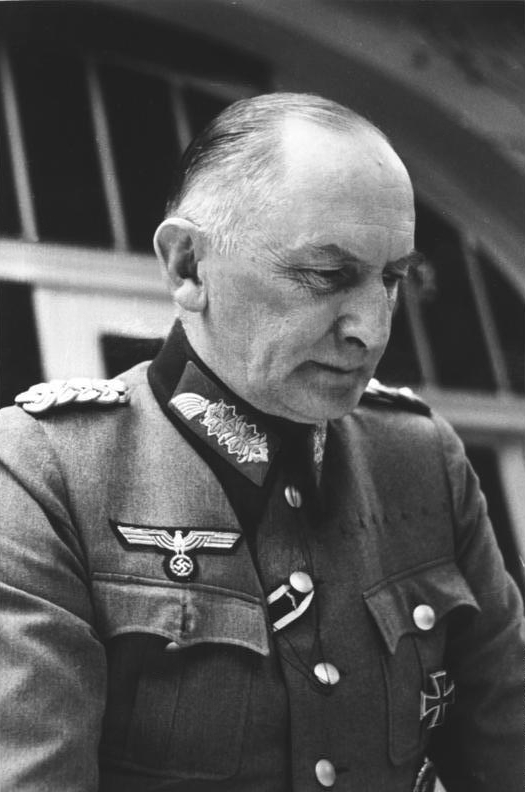
Erwin von Witzleben gyalogsági tábornok

A Deutschlander rádióadóhoz küldött rohamcsapat megparancsolta, hogy állítsák le az adást, amit az intendáns vissza is jelzett, ám mivel az ehhez értő szakember nem érkezett meg, a katonák nem tudhatták, hogy az adás folytatódik tovább. 18:28-kor a német rádiók rövid közleményt olvastak be a merényletről, közölve, hogy a Führer még életben van. Fél kilenc előtt öt perccel Martin Bormann a vidéki körzetvezetőknek küldött táviratot, azt az utasítást adva, hogy csak Hitler vagy embereinek parancsait kövessék. Az ellentmondásos hírek miatt Berlinen kívül csak pár helyen, így Prágában, Kasselben, Bécsben és Párizsban került sor jelentősebb lépésekre. Utóbbiban Carl-Heinrich von Stülpnagel tábornok, Franciaország katonai kormányzója őrizetbe vette a városban az SD és az SS 1200 tagját, ám ők is kiszabadultak, amikor kiderült, hogy Hitler él.

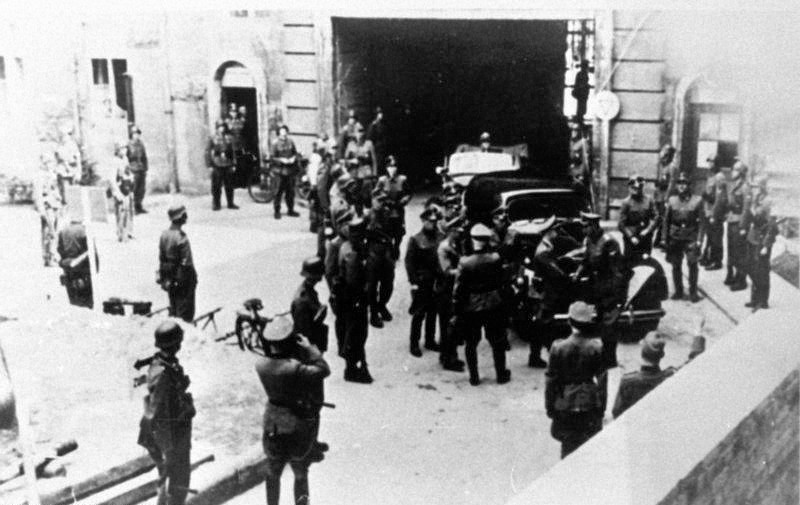
Wehrmacht és SS katonák a Bendlerblocknál, amely akkor a Wehrmacht szárazföldi haderejének központja volt

Este negyed nyolckor Remer az egységéhez rendelt politikai képzőtiszt, Hans Hagen hadnagy kérésére személyesen felkereste Joseph Goebbels propagandaminisztert, miután katonái körbevették a Propagandaminisztérium épületét. Goebbels az irodájából felhívta Hitlert és a kagylót átnyújtotta Remernek, aki meggyőződhetett róla, hogy a merénylet nem járt sikerrel, majd utasítást kapott a puccs leverésére, amihez hozzá is látott. Nyolckor érkezett meg az új főparancsnok, Witzleben, aki heves vitába kezdett, miután megtudta, hogy semmi sem halad a tervek szerint és nem vállalta a neki szánt pozíciót, hanem hazament. Stauffenberg ezalatt tovább folytatta a hatalomátvétel vezetését. Olbricht 22 órakor összehívta a tiszteket és kijelentette, hogy katasztrófa fenyeget, amit csak bizonyos intézkedések meghozatalával lehetne kikerülni. Az ezután tanácskozásra visszavonult tisztek egy része fegyvert szerzett és megindult, hogy elfogják az összeesküvőket, saját megmenekülésüket biztosítva.

### Stauffenberg és társainak elfogása, kivégzése

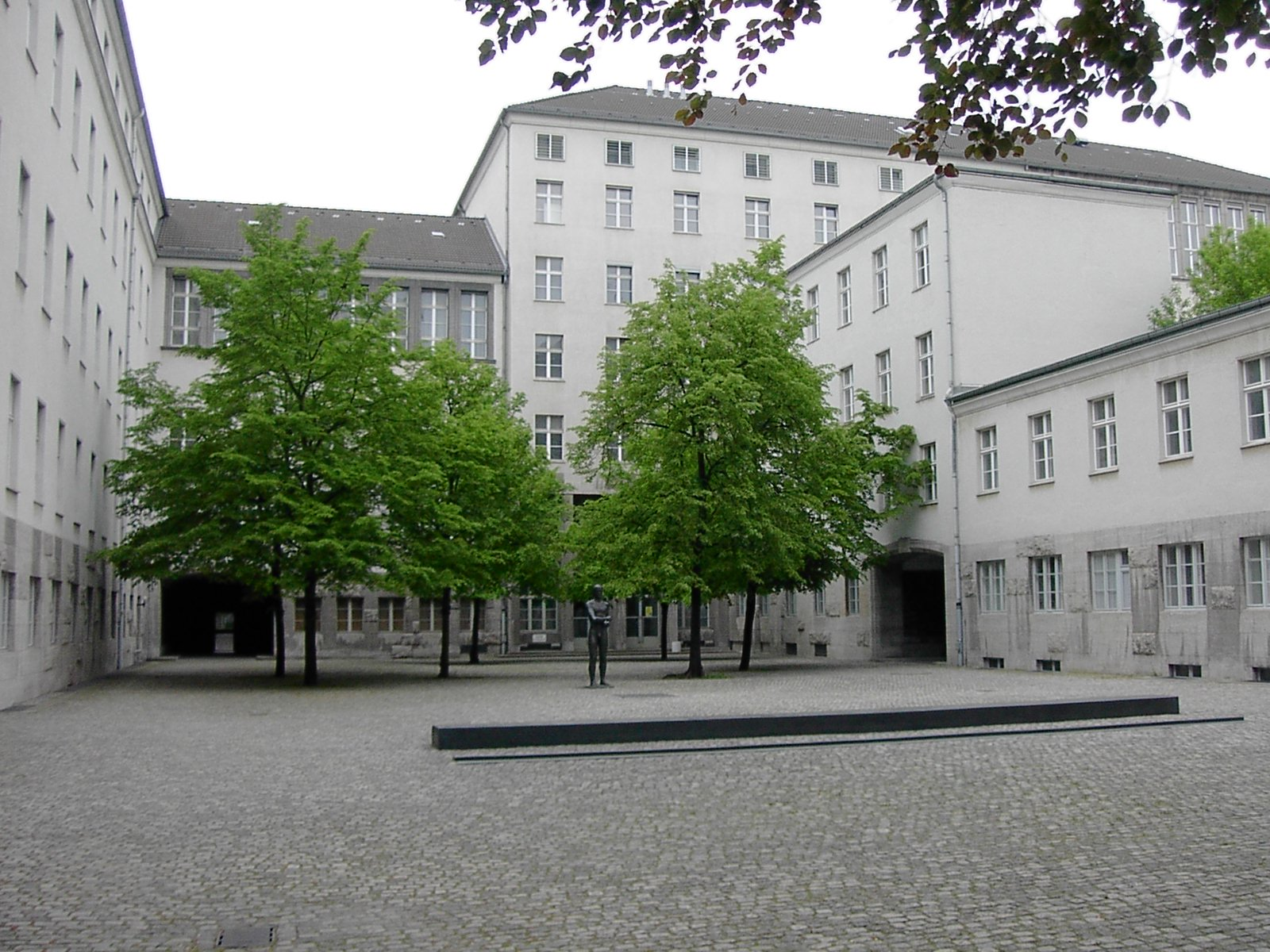
A Bendlerblock udvara, ahol Stauffenbergéket kivégezték

Remer, aki ekkor már ezredes volt, körülzáratta a minisztérium épületét és nemsokára az SS egységei is megérkeztek. Ezekben a percekben egy addig semleges, fiatal tisztekből álló csoport is az összeesküvők ellen fordult. A csoport egyik tagja, név szerint Bodo von der Heyde hadnagy, lövésre kész pisztollyal a kezében berontott Olbricht irodájába, ahol az ajtóban álló Stauffenbergre lőtt. Pár perccel később megérkezett az erősítés is és kiszabadították Frommot. Miután megszabadult szorult helyzetéből, fegyvert rántva azt kiáltotta: „Most azt teszem veletek, amit ti akartatok tenni velem!”, majd, hogy megerősítse szavait, fegyverével a levegőbe tüzelt.
Beck tábornok ekkor kijelentette, hogy szeretné a helyzet konzekvenciáját saját maga levonni, ezért arra hivatkozva, hogy Fromm parancsnoka volt, kérte, hadd tegye meg. Miután Fromm ezt engedélyezte neki, a tábornok fegyvert szorított halántékához, majd meghúzta a ravaszt és a mögötte lévő fotelba hanyatlott. Azonban mivel a lövés nem végzett vele, újra megkísérelte az öngyilkosságot – ismét sikertelenül. Végül Fromm utasítására az egyik jelenlévő tiszt adta meg neki a kegyelemlövést. Ez már azután történt, hogy Fromm visszatért az irodába, miután öt percre magukra hagyta az összeesküvőket, hogy azok búcsúleveleket írhassanak. Visszatértekor közölte, hogy rögtönítélő bíróság halálra ítélte von Quirnheim vezérkari ezredest, Olbricht tábornokot, Stauffenberg ezredest (Fromm szavaival: „...az ezredest, akinek a nevét említeni sem akarom...” vagy „akinek a nevét többé nem ismerem”), és Haeften főhadnagyot (mivel Haeften nevét nem tudta, ujjával rámutatott és azt mondta: „...valamint ezt a főhadnagyot...”). A jelenlévő Erich Hoepnernek – régi barátságukra való tekintettel – Fromm felajánlotta a lehetőséget, hogy Beck példáját követve önmaga vessen véget az életének. Hoepner azt válaszolta: „Nem érzem magam olyan értelemben bűnösnek és nem vagyok olyan disznó, hogy saját magam bíráskodjak saját magam felett.”
Fromm Hoepnert ekkor átadta az SS-nek, a többieken pedig azonnal végrehajtatta az ítéleteket Werner Schady SS-hadnaggyal és egy tízfős kivégzőosztaggal. A kivégzésekre 0 óra 10 perckor került sor a hadügyminisztérium udvarán, egy homokbucka előtt, egy autó fényszóróitól megvilágítva. Utolsónak Stauffenberget végezték ki. Az ezredes még a sortűz eldördülése előtt elkiáltotta magát. Utolsó szavainak több változata is fennmaradt: „Éljen Németország!” - „Éljen a szent Németország!” - „Éljen a megszentelt Németország!” - „Éljen szent Németországunk!” - „Szent Németország!”

## Következmények
Micsoda szörnyű ébredés lesz, amikor ellenfeleink megtudják a valóságot, és kiderül, hogy az általános válság inkább fokozza, mint csorbítja a németek ellenálló erejét! London nyíltan arról beszél, hogy Németországban lázadás tört ki, ami összeomláshoz vezet. Azt állítják, hogy a tábornokok lázadása a fronthelyzet miatt tört ki. Az Egyesült Államokban dúl az optimizmus. Az angolok viszont azzal büszkélkednek, hogy a bűnöző merénylőnek, Stauffenberg grófnak angol felesége van, ami történetesen igaz. Ebből is látni, hol kell a merénylet értelmi szerzőit keresni. Különböző forrásokból megtudom, hogy a semleges fővárosokban élő zsidók már a merénylet előtt tudtak a készülő gaztettről, s ilyen híreszteléseket is terjesztettek. Ebből szintén látni, milyen csatornákból táplálták ezeknek az aljas gazembereknek a terveit. Az ellenséges országok tőzsdéjén magasra szöktek az árfolyamok. Majd ezek is zuhannak, amikor sor kerül az ellenintézkedéseinkre. 

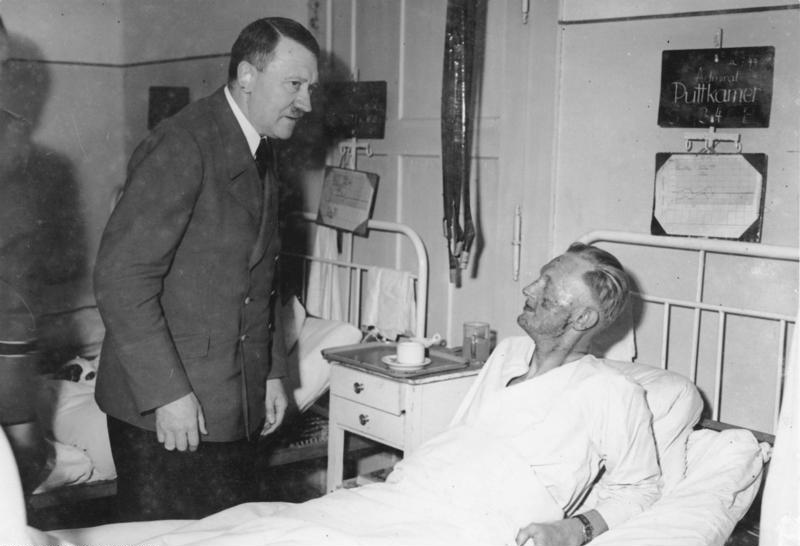
Hitler meglátogatja a merényletben megsebesült Karl-Jesko von Puttkamert

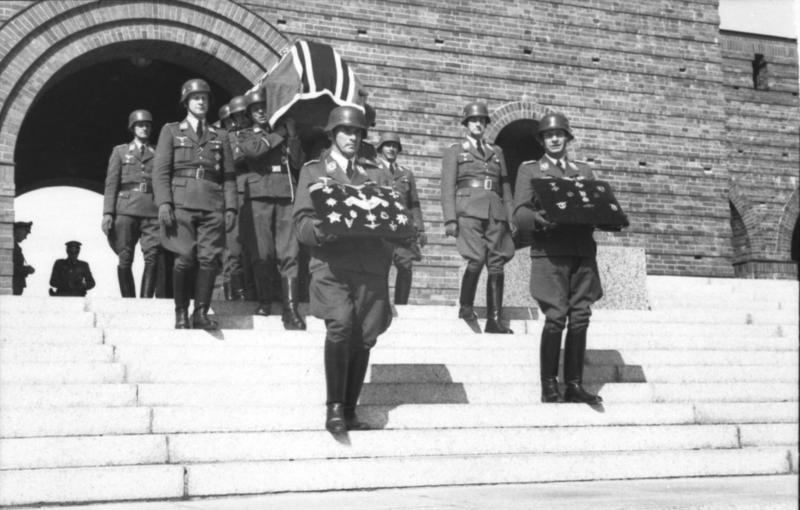
A robbanásban meghalt Günther Korten tábornok temetése

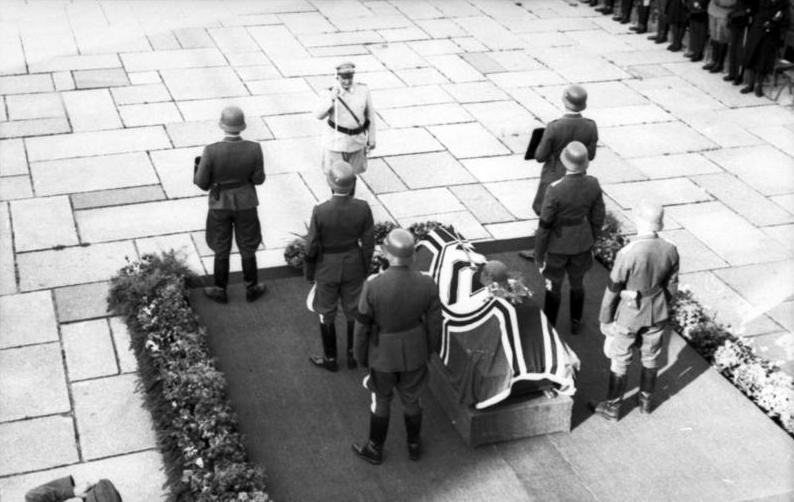
Hermann Göring tisztelgése Günther Korten koporsójánál

Himmler és Schellenberg már közvetlenül a merénylet estéjén hozzáfogott a merényletben résztvevők felkutatásához, megbüntetéséhez. Megítélésük szerint mindenkinek bűnhődnie kellett, akinek akár csak egy kis köze is volt hozzá. Ernst Kaltenbrunner elnökletével olyan különbizottságot hoztak létre, amely kizárólag ezt az ügyet vizsgálta. Az RSHA vezetőjének a Gestapo 400 speciálisan képzett nyomozót bocsátott rendelkezésére. Valamint létrehoztak egy tiszti becsületbíróságot, amelynek elnökletével Keitelt, Rundstedtet és Guderiant bízták meg. Ez a becsületbíróság látta el azt a feladatot, amely a gyanúsított katonákat kizárta a hadseregből és átadta a civil bíróságnak.
Azok felett a katonák felett, akiket ilyesformán leváltottak, valamint a gyanúba keveredett civilek felett népbíróság ítélkezett. Ennek a népbíróságnak az elnöke Roland Freisler, egy fanatikus hitlerista, helyettese pedig Hermann Reinecke volt.
A perek első sorozata 1944. augusztus 7-én és 8-án kezdődött és első perctől az utolsóig filmre vették, azzal a szándékkal, hogy később mozikban levetítik, elsősorban katonák körében. A felvett 45 kilométernyi filmből körülbelül 5 kilométernyi később a szovjetekhez került. A felvételeken jól látható volt, ahogy a vádlottakat megalázták. Civil ruhákba öltöztették őket, bilincsbe verve jelentek meg, piszkosan és borotválatlanul. Nadrágszíjaikat is elvették tőlük, így minden energikusabb mozdulatra nadrágjuk lecsúszott. Ezzel a lépéssel a bíróság célja a megszégyenítés és nevetségessé tevés volt és, hogy azt hitessék el róluk, degenerált bábok csupán, nem pedig tisztelt és megbecsült katonatisztek.
A vádlottak mindnyájan beismerték, hogy részt vettek az összeesküvésben és hogy ellenségei a nemzeti szocializmusnak. A perek ezen, első sorozatában ítélték halálra és végezték ki többek között Erwin von Witzlebent, Erich Hoepnert, Helmuth Stieffet, Erich Fellgiebelt és Peter Yorck von Wartenburgot. Többségüket meztelenül henteskampóra akasztották, kivégzésüket és haláltusájukat szintén filmre vették és többször levetítették Hitler vendégeinek, valamint katonáknak.
Witzleben és társainak kivégzésével azonban még nem ért véget a népbíróság munkája. A perek 1944 őszén és telén is tartottak, de még 1945-ben is végeztek ki olyanokat, akiket valamilyen szinten kapcsolatba hoztak az árulással.

### A vesztesek

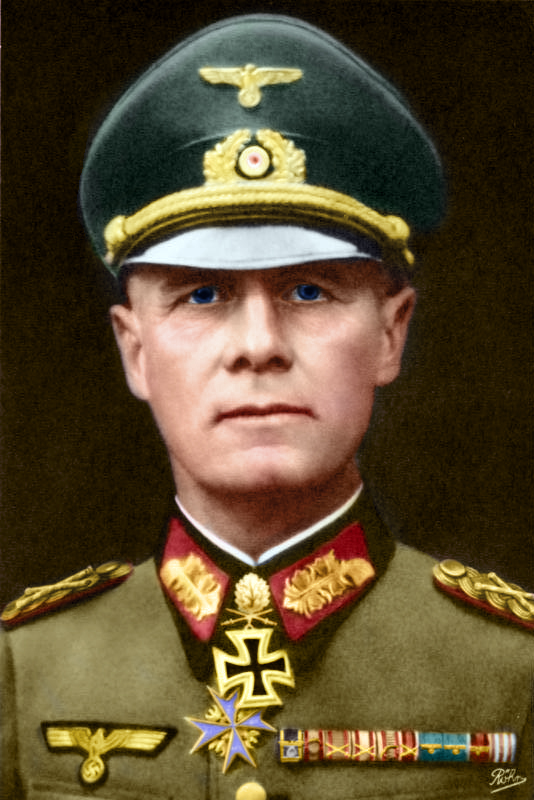
Erwin Rommel, aki öngyilkos lett a sikertelen merénylet után

A puccsot követő megtorlásban 180 halálos ítéletet hoztak meg és hajtottak végre. Az összeesküvést több magas rangú katona támogatta, a meghiúsulása utáni nyomozásban Erwin Rommel neve is felmerült. A vizsgálatot Ernst Kaltenbrunner SS-Obergruppenführer végezte rendkívüli alapossággal és elszántsággal. Rommellel kapcsolatban annyit bizonyítottnak láttak a nyomozószervek, hogy tudott a készülő merényletről, de nem jelentette Berlinbe. Sorsáról valószínűleg maga Hitler döntött: hogy a német nép ne szerezzen tudomást az "aljas árulásáról", felajánlotta a tábornoknak az öngyilkosság lehetőségét. A halálos ítéletet 1944. október 14-én a Wehrmacht főparancsnokság személyzeti hivatalának (Heerespersonalamt) vezetője, Wilhelm Burgdorf tábornok tolmácsolta neki Ernst Maisel tábornok kíséretében. Rommel közölte fiával és feleségével, hogy Hitler milyen választás elé állította őt és azt, hogy már döntött is. Beszállt az üzenetet hozó tábornokok gépkocsijába, majd elhajtottak a ház elől. 15 perc múlva Rommel már halott volt, a hivatalos tájékoztatás szerint szívroham végzett vele. Valószínűleg kéksav kapszulát harapott el, így követett el öngyilkosságot.
A Gestapo már a vizsgálat kezdetén Canaris tengernagy katonai hírszerző szervezetét kezdte vizsgálni és Canaris levéltárának átvizsgálása során a gestapósok egy számukra nagyon értékes páncélszekrényt találtak, amelyben megtalálták a Vatikánnal meg a Svájcban folytatott tárgyalások dokumentációját és a Hitler elleni összeesküvés aprólékosan kidolgozott tervét is. Ílymódon a sikertelen merényletet követően a náci titkosrendőrség szinte valamennyi összeesküvő nevét megismerte. Canarist 1944. július 23-án személyesen Schellenberg tartóztatta le. A Flossenbürg melletti koncentrációs táborba hurcolták és 1945. április 8-án este, alig egy hónappal a nácik bukása előtt egy SS katonai bíróság halálra itélte és kivégezték, meztelenre vetkőztették, és előbb egy vaspántra, majd egy kötélre akasztották fel. Stauffenberg családjának tagjait letartóztatták a kivégzése után, többek között egy 85 éves nagybácsit és nagynénit, valamint a gyerekeket is. Heinrich Himmler vezetésével számolták fel az összeesküvést, aki szerint az arisztokrata Stauffenberg gróf „rossz vére, áruló vére” miatt az egész nemzetségét ki kellett irtani. Erre azonban nem került sor: csak egyik testvérét, Bertholdot végezték ki, Alexandert nem. Feleségét, Ninát koncentrációs táborba hurcolták. Az ezredes és a többi kivégzett összeesküvő testét kihantolták, majd elégették és szétszórták.
Friedrich Fromm tábornok, bár nagy buzgalmat tanúsított az összeesküvőkkel szemben, mégis megvádolták azzal, hogy túl sokat várt az ellenakcióval, holott tudomása volt az összeesküvésről. Előbb leváltották a tartalékhadsereg parancsnokságáról, majd bíróság elé állították. Azonban az ellene felhozott vádakat nem sikerült teljes mértékben rábizonyítani, ezért egyszerűen megvádolták árulással, majd ezen vád alapján hozták meg ellene a halálos ítéletet, amelyet 1945. március 12-én végre is hajtottak.
Klugét ugyan nem végezték ki, de Frommhoz hasonlóan leváltották parancsnoki tisztségéből és ügyének tisztázására Berlinbe hívták. Kluge előbb megpróbálta megadni magát Patton tábornoknak, de mivel ezen kísérlete kudarcba fulladt, megmérgezte magát a Berlinbe tartó repülőgépen (augusztus 19.).

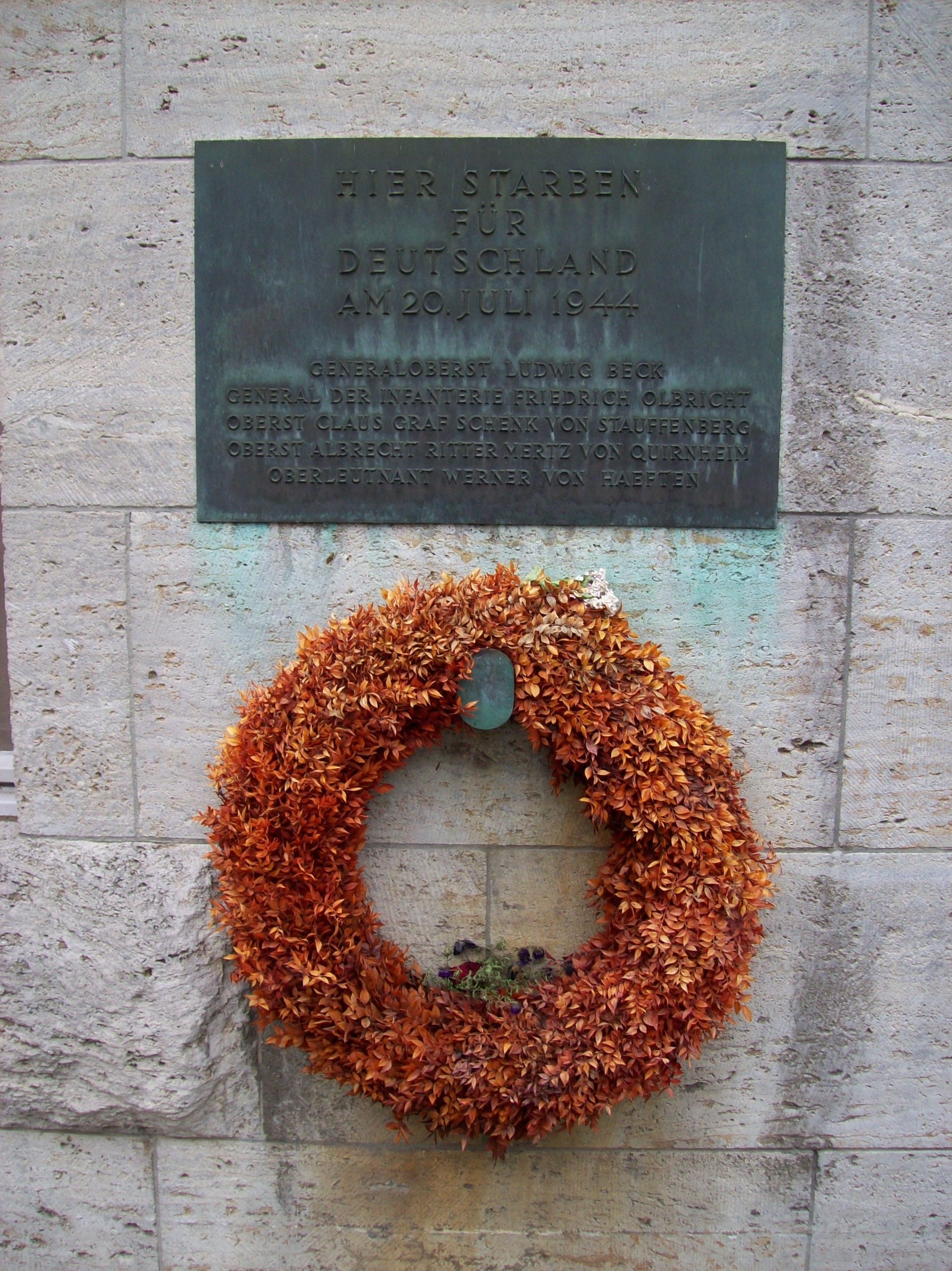
A Bendlerblocknál található emléktábla az ott kivégzettek neveivel. Felirata:

Rosszabbul járt Franciaország katonai parancsnoka, Carl-Heinrich von Stülpnagel tábornok, aki a merényletet követő letartóztatások után feletteséhez Klugéhoz ment, hogy rávegye, álljon az összeesküvők oldalára. Csakhogy Kluge ekkor már értesült arról, hogy a merénylet nem sikerült és kereken elutasította alárendeltjét, aki ezután távozott és sofőrével a verduni csatatérre vitette magát, ahol a Mosel partján önmagát főbe lőve szándékozott megválni életétől. Cselekedete sikertelenül végződött: a kilőtt golyó mindössze fél szemét ütötte ki, így megvakult rá. Másik szemét később operáció útján kellett eltávolítani. Azonban ezen szenvedések sem mentették meg a kivégzéstől. A vak és magatehetetlen embernek saját lábán, segítség nélkül kellett bevonszolnia magát a tárgyalóterembe, ahol Freisler vérbíró gyalázkodásait követve halálraítélték. Az ellenállás nélkül elfogott SS-ek nem erőltették a teljes kivizsgálást, nehogy fény derüljön viselkedésükre, és a szabadulás estéjén együtt pezsgőztek a hatalomátvétel ottani vezetőivel. Adjutánsát, Stauffenberg unokatestvérét, Cäsar von Hofackert is bíróság elé állították és december 20-án kivégezték. A tárgyaláson ezt mondta Freislernek: „Freisler úr, maga most hallgasson. Ma az én fejemről van szó. Egy év múlva a magáé lesz soron.”
Tresckow a keleti fronton tartózkodott, amikor elérte a merénylet kudarcának híre. Előbb sikertelenül úgy akart meghalni, hogy átsétált a szovjet oldalra, de mivel nem találta el golyó, ő maga adott le pár lövést két revolverrel, majd felrobbantotta magát egy kézigránáttal. Mivel az összeesküvésben betöltött szerepe csak később derült ki, katonai temetést kapott, de miután a Gestapo fényt derített a hatalomátvételi kísérletben való közreműködésére, holttestét exhumálták, majd elégették.
Carl Friedrich Goerdeler július 20-án nem tartózkodott a fővárosban. Egy faluban bújt meg, ahonnan csak Stauffenberg és a merényletben közvetlenül résztvevők kivégzése után tért vissza Berlinbe, ahol barátainál húzódott meg. Onnan kezdte meg sikertelen szökését, miután a rádióból megtudta, hogy egymillió márkát ajánlottak fel kézrekerítésére. Előbb Nyugat-Poroszországba ment, ahonnan Svédországba próbált eljutni. Terve Konradswaldéban futott zátonyra, ahol Helene Schwärzel könyvelőnő felismerte és ottlétéről értesítette a rendőrséget. Augusztusban letartóztatták, és szeptember 8-án ki is mondták rá a halálos ítéletet. Hitler és Himmler számára rendkívül fontos információkat szolgáltatott a nyomozás és a per alatt, majd az ítéletére, később annak végrehajtására várva a börtönben: nem csak azok neveit árulta el, akik a merényletben közvetlenül részt vettek, hanem azokét is, akik csak távolról voltak velük kapcsolatban. Fogva tartása alatt vastag dokumentumot készített „Egy halálraítélt gondolatai” címmel abban bízva, hogy ez majd megmenti életét. Azonban memoranduma ehhez kevésnek bizonyult és 1945. február 2-án kivégezték. Gerhard Ritter szerint azonban nem a gyávaság, hanem éppen ellenkezőleg, a bátorság vezette Goerdelert, aki az egész nép felkeléseként akarta láttatni az eseményeket, ami hatalmas veszélyt jelentett Hitler rendszerére.

### Akik megmenekültek

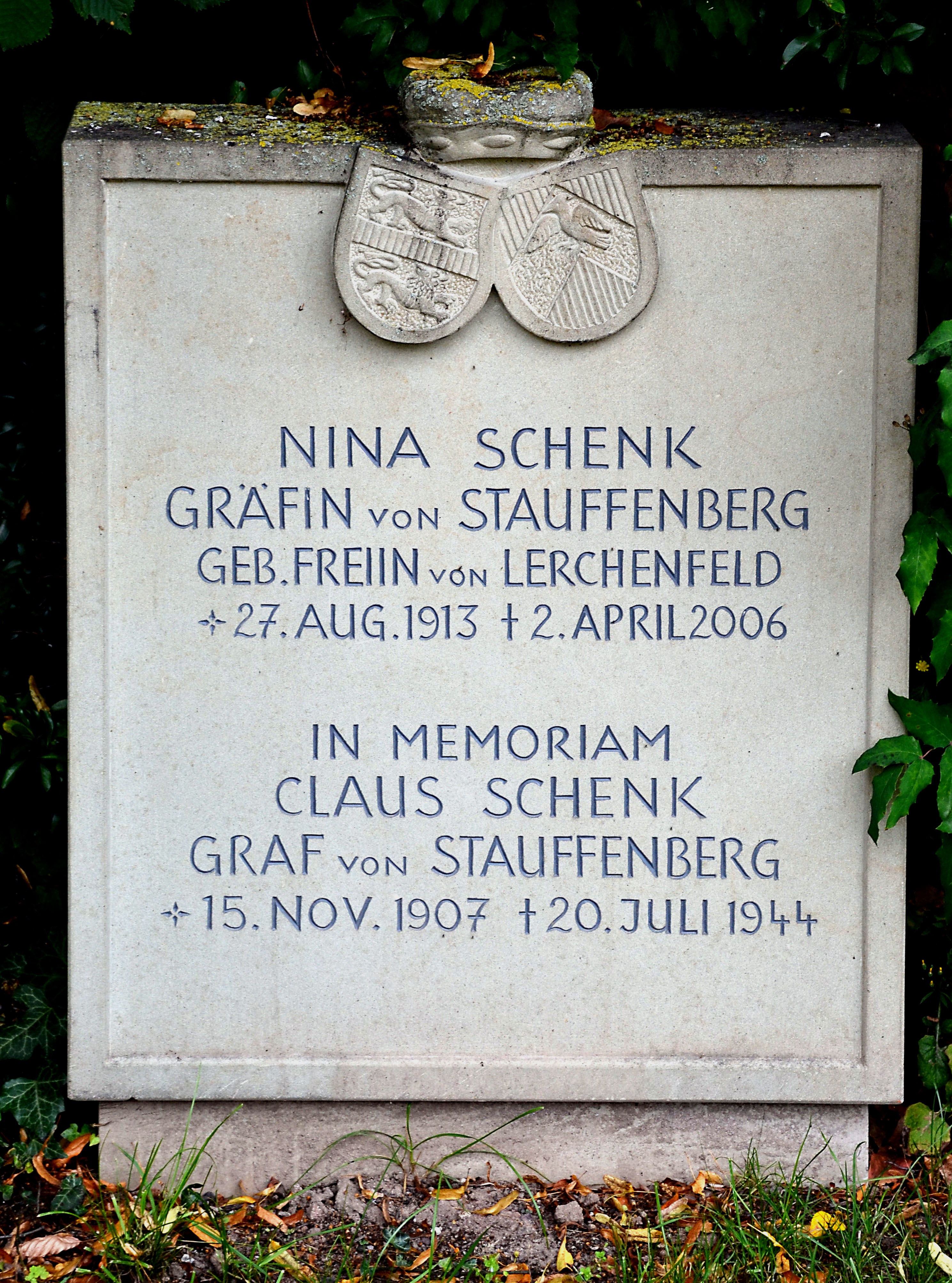
Elisabeth Magdalena (Nina) Schenk von Stauffenberg grófnő síremléke Kirchlauterben. Nina kilencvenkét éves korában, 2006-ban halt meg.

Mintegy 160-an menekültek meg a megtorlástól nem sokkal a konfliktus vége előtt, amikor egy légitámadásban – amelyben a bíró, Roland Freisler életét vesztette – számos bírósági irat megsemmisült. Ezt követően az SS egy transzportot állított össze az összeesküvőkből és korábbi politikai foglyokból, ami 1945. április 28-án érkezett meg az alpesi Puster-völgybe. Innen másnap agyonlőni vitték volna a foglyokat. Ám egy SS őr elárulta a tervet, mire pánik tört ki. Ezt kihasználva Bogislaw von Bonin felhívta a bozeni főparancsnokságot, amelynek egyik tisztje, Wichard von Alvensleben százados rohamcsapatot szervezett és elkergette az SS-őrséget, megmentve a foglyokat. Stauffenberg feleségét, az akkor állapotos Ninát a ravensbrücki lágerbe vitték és egy náci szülőotthonban hozta világra ötödik gyermekét 1945. január 17-én. A háború után az özvegy Nina élete végéig Bambergben élt, kilencvenkét éves korában halt meg, 2006-ban.

### A nyertesek

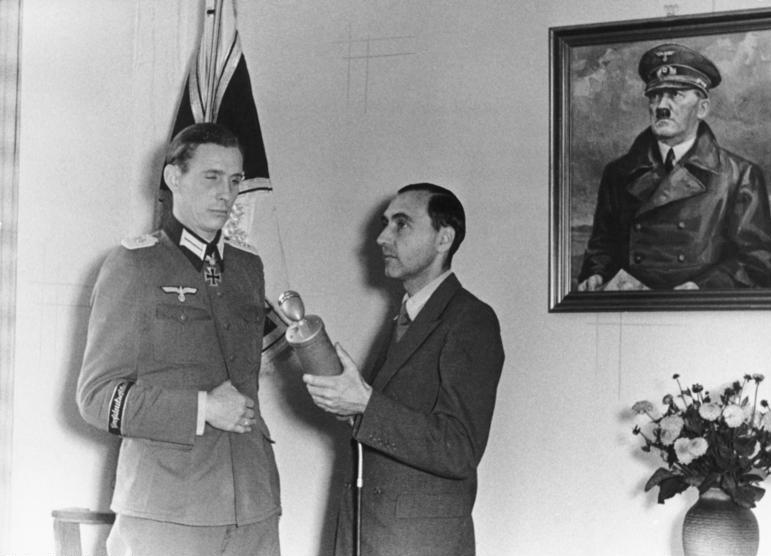
Otto Ernst Remer őrnagy a berlini őrszászlóalj (Wachbataillon) parancsnokaként nyilatkozik a német rádiónak 1944-ben

Himmlert még a puccs napján kinevezték a tartalékhadsereg parancsnokává Fromm helyére. Kihasználva az összeesküvés kudarcát, sikeresen megszabadult néhány ellenfelétől, köztük Canaris tengernagytól is, akit 1945. április 9-én kivégeztek.
Remer őrnagyot Hitler már július 20-án, szóban előléptette ezredessé, ami hamarosan hivatalossá is vált, majd nem sokkal később tábornok lett. Ebben a rendfokozatban vett részt az Ardennekben Rundstedt tábornagy ellenoffenzívájában. Később, 1945. január 1-től egészen a háború végéig, április 30-ig a Führer kísérőhadosztályának (Führer–Begleitdivision) parancsnoka volt.

## Játékfilmek
A történetet több mozifilmben is feldolgozták:
- Stauffenberg – A Valkür hadművelet (színes, német történelmi dráma, 2004)[2]
- Valkűr (színes, amerikai-német filmdráma, 2008)[63]